# Marquesado de San Andrés
El marquesado de San Andrés es un título nobiliario español creado el 11 de agosto de 1733 por el rey Felipe V de España a favor de Fulvio Galeazzo Pescatori y Paserini, ministro del Consejo de Hacienda.

## Denominación
Actualmente la denominación oficial de este título es «marqués de San Andrés», aunque anteriormente se denominó «marqués de San Andrés de Parma».

## Historia de los marqueses de San Andrés
- Fulvio Galeazzo Pescatori y Paserini (1657-1733), I marqués de San Andrés.[1][2]

Caso con Laura Mantegaci (1667-1748), nodriza y azafata de la reina Isabel de Farnesio, quienes procrearon, entre otros a Teresa Piscatori y Mantegaci, casada con Juan Francisco de Cogorani y Pallavicini. Le sucedió su hijo en 1733:
- Lucio Pescatori y Mastigoli, II marqués de San Andrés.[3]

Casó con Ángela Baroni y Pascual. Fueron padres, entre otros, de Teresa Pescatori y Baroni, casada con Antonio María Díaz de Lavandero y Urtusaustegui, II marqués de Torrenueva. Le sucedió su hijo:

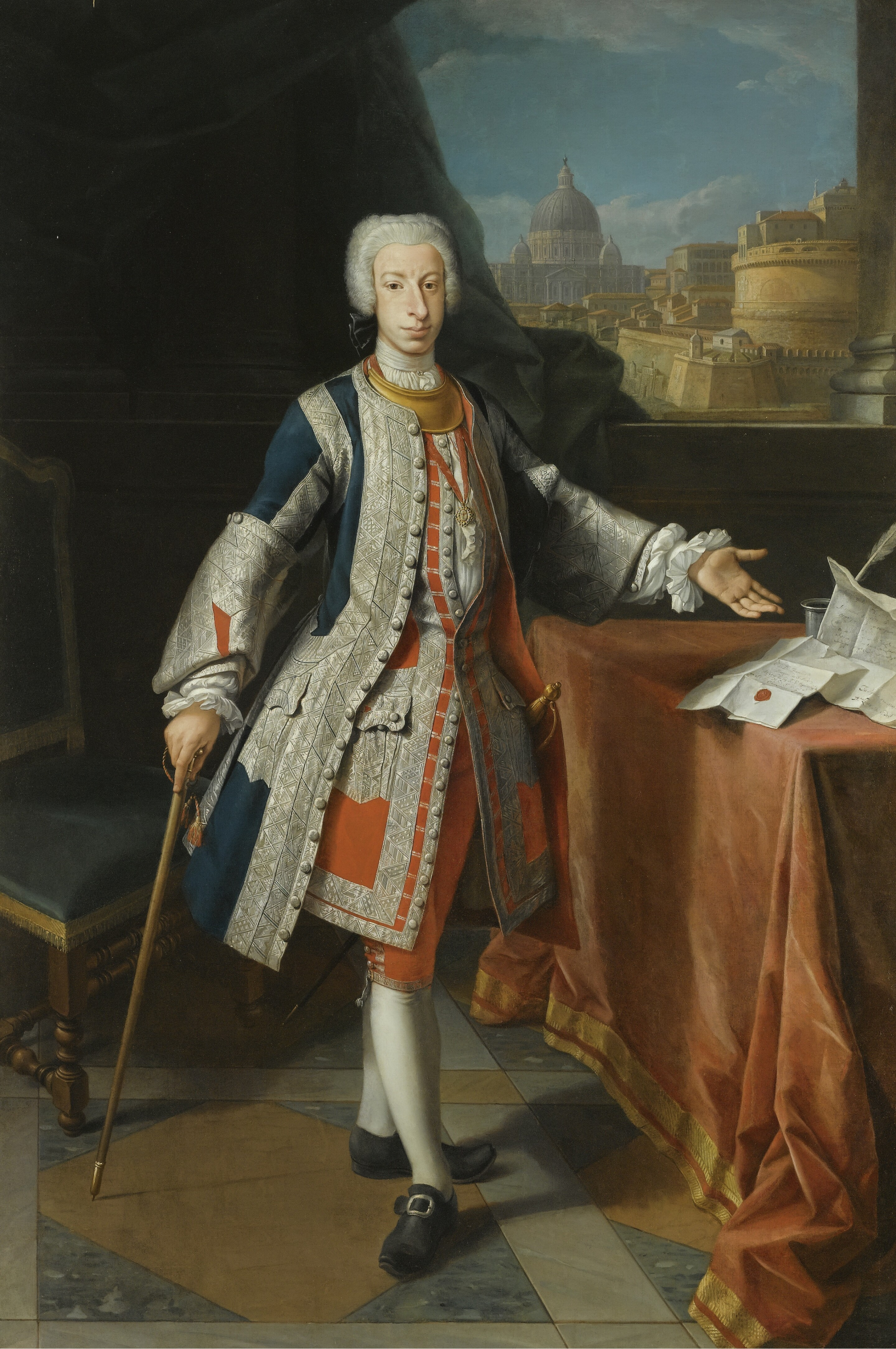
Francisco Pescatori Baroni Mastigoli y Pasqual (1721-1791), III marqués de San Andrés de Parma

- Francisco Pescatori y Baroni (1721-6 de abril de 1791), III marqués de San Andrés.[5]

Casó con Teresa Petronila Díaz de Lavandero Urtusáustegui, hija de Mateo Pablo Díaz de Lavandero y Martín, caballero de la Orden de Santiago, I marqués de Torrenueva, y de su esposa Petronila Urtusáustegui y Fernández Hidalgo. Le sucedió su hija:

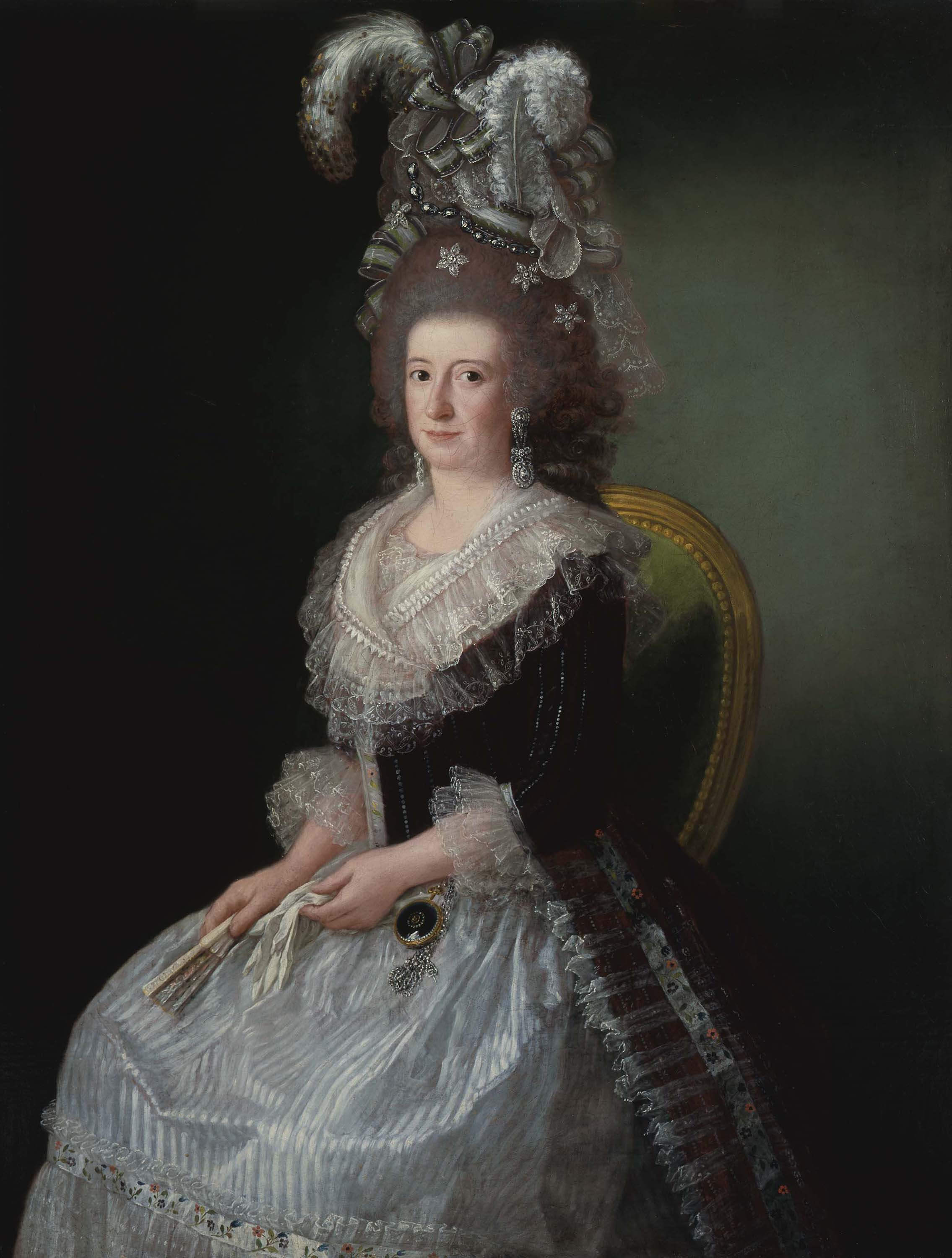
Retrato de la
IV marquesa de San Andrés

- María de la Josefa Pescatori y Díaz de Lavandero (n. c. 1756), IV marquesa de San Andrés.[6]

Casó, el 2 de agosto de 1790, siendo su tercera esposa, con Pedro López de Lerena y Cuenca (Valdemoro, 5 de mayo de 1734-Madrid, 2 de enero de 1792), I conde de Lerena en 1791, secretario del Despacho Universal de Hacienda y caballero de la Orden de Santiago (1787). Sucedió su hermana:
- Regina Pescatori y Díaz de Lavandero (1757-1826), V marquesa de San Andrés.

Casó con Pedro Mora y Damas. Fueron padres de María Mora y Pescatori (1798-1863), que casó con Manuel Melgar, marqués de Canales de Chozas, y en segundas nupcias con Manuel Álvarez de Abreu y Marín, IV marqués de la Regalía.
Rehabilitado en 1922 por
- José Nicolás de Melgar y Álvarez de Abreu (1884-1966), VI marqués de San Andrés,[8][9] XIII marchese di Agrópoli (en Nápoles), I marqués de Agrópoli.

Casó con María de la Concepción Macías y Ramírez de Arellano. Le sucedió su hijo:
- Jacobo de Melgar y Macías (n. Ávila, 1922), VII marqués de San Andrés.

Sin descendientes, le sucedió, de su hermana Carmen Sonsóles de Melgar y Macías, II marquesa de Agrópoli y de su esposo Pedro Hamparzoumian y Margosian, el hijo de ambos, por tanto su sobrino:
- Hagop Hamparzoumian Melgar (m. Madrid, 31 de diciembre de 2024), VIII  marqués de San Andrés.[8]

Casó, en primeras nupcias, con Mercedes Maura y Andreu y en segundas con Isabel Muñoz-Calero y Peregrín. Su hija, Anahid Hamparzoumian Maura, ha solicitado la sucesión en el marquesado por fallecimiento de su padre.